# 필 안젤모
필 안젤모(Phil Anselmo, 1968년 6월 30일 ~ )는 판테라, 다운, 슈퍼조인트의 리드 보컬로 가장 잘 알려진 미국의 헤비 메탈 음악가이다. 하우스코어 레코드의 소유주이기도 하며, 다른 여러 밴드들과도 관계를 맺고 있다.